# إديث ويلسون
إديث ويلسون (بالإنجليزية: Edith Wilson) ولدت في ( 15 أكتوبر 1872م - وتوفيت في 28 ديسمبر 1961م )، الزوجة الثانية لرئيس الولايات المتحدة الثامن والعشرين وودرو ويلسون، والسيدة أولى للولايات المتحدة الأمريكية من 1915 وحتى 1921.

## روابط خارجية
- إديث ويلسون على موقع الموسوعة البريطانية (الإنجليزية)
- إديث ويلسون على موقع إن إن دي بي (الإنجليزية)